# Jerzy Iwaszkiewicz (biskup)
Jerzy Iwaszkiewicz (ur. 19 kwietnia 1819, zm. 9 stycznia 1876) – duchowny katolicki, święcenia kapłańskie przyjął w 1845; profesor Akademii Duchownej w Petersburgu; 1871–1872 kanonik mohylewski a od 1872 biskup pomocniczy mohylewski.